# Campagne du principe 6
 
La campagne Principe Six, également Principe 6, ou P6, est lancée en janvier 2014 en tant que Manifestation LGBT des Jeux d'hiver Olympiques de 2014 (en) en parallèle avec les Jeux olympiques d'hiver de 2014 à Sotchi, en Russie. Le principe 6 fait référence au sixième principe de la Charte olympique selon lequel toute forme de discrimination« est incompatible avec l'appartenance au Mouvement olympique » :

« La jouissance des droits et libertés reconnus dans la présente Charte olympique doit
être assurée sans discrimination d’aucune sorte, notamment en raison de la race, la
couleur, le sexe, l’orientation sexuelle, la langue, la religion, les opinions politiques ou
autres, l’origine nationale ou sociale, la fortune, la naissance ou toute autre situati,. »

Le militant des droits de l'homme Peter Tatchell a noté que les athlètes ouvertement LGBT  subissent des discriminations en Russie ainsi que dans des dizaines de pays qui criminalisent les relations homosexuelles au niveau institutionnel.
Ce sont des violations flagrantes du sixième principe anti-discrimination de la Charte olympique. Pourtant, le Comité international olympique n'a rien entrepris pour régler le problème. Il a laissé le gouvernement russe d'interdire la »Maison de la Pride (en) et discriminer les athlètes et les personnes spectatrices lesbiennes, gays, bisexuelles et transgenres (LGBT).
La campagne Principe Six a été mise en place par All Out, un groupe de défense des médias sociaux avec 1,9 million de membres provenant de tous les pays du monde, et Athlete Ally (en), une organisation œuvrant pour mettre fin à l'homophobie et à la transphobie dans le sport en s'adressant aux communautés sportives. American Apparel s'est associé aux deux groupes pour produire et distribuer l'équipement Principle 6 en ligne et dans leurs magasins à l'échelle mondiale

## Contexte
Les protestations contre les lois anti-gay russes ont éclaté dans les mois qui ont précédé les Jeux olympiques d'hiver de 2014 à Sotchi, en Russie. Prévus du 6 au 23 février 2014, les Jeux Olympiques sont un événement multisports international majeur qui a lieu une fois tous les quatre ans. Jusqu'à ce moment-là, l'atmosphère politique et les droits pour les personnes lesbiennes, gays, bisexuelles et transgenres ( LGBT ) s'était globalement améliorée. En 2013, la Russie a reçu des critiques du monde entier et de la communauté internationale pour avoir promulgué une loi interdisant la diffusion de « propagande de relations sexuelles non traditionnelles » aux mineurs. Depuis l'adoption de la loi sur la propagande anti-gay, les médias ont signalé l'arrestation d'un militant des droits des homosexuels ainsi qu'une incidence croissante de crimes haineux motivés par l'homophobie, y compris des crimes haineux perpétrés par des néo -Groupes nazis contre les mineurs homosexuels,. Une loi interdisant les marche des  fiertés à Moscou pendant cent ans a également été  promulguée.
La pression internationale a été mise à profit pour obliger le Comité international olympique (CIO) à déplacer les Jeux olympiques dans un autre pays, ainsi que la pression sur les sponsors olympiques pour qu'ils prennent position en faveur de l'égalité des personnes LGBT. Parallèlement, des appels au boycott et à la protestation contre les Jeux olympiques avant, pendant et après les jeux ont également été lancés, avec diverses organisations et groupes. En outre, plusieurs politiciens, dont le président américain Barack Obama, des membres de son administration et d'autres dirigeants mondiaux ont déclaré publiquement qu'ils ne participeraient pas, et ces actions ont fait suite aux protestations. Aux États-Unis, la délégation olympique est composée de plusieurs personnes LGBT et d'athlètes dont Brian Boitano et Martina Navratilova.
En réponse aux efforts de protestation et de boycott, les entreprises et le CIO ont pris des mesures pour garantir la sécurité de leurs employés, athlètes et personnel qui se trouvent en Russie avant ou pendant les Jeux olympiques.

## Ambassadeurs sur place à Sotchi, Russie
Des athlètes ambassadeur de la cause LGBT ont assisté et concouru aux Jeux olympiques d'hiver de Sotchi :
- La snowboardeuse australienne Belle Brockhoff’[17].
- Heath Spence (en), capitaine de l'équipe australienne de bobsleigh[17].
- Le skieur alpin canadien Mike Janyk[17]-
- Le snowboarder canadien Alex Duckworth.